# Doris Troy
Doris Troy, född 6 januari 1937 i New York, död 19 februari 2004 i Las Vegas, var en amerikansk soulsångerska.
Doris Troy slog igenom 1963 med "Just One Look". Det engelska bandet The Hollies fick även de en hit med en cover på denna låt, året efter.
Doris Troy växte upp i New York-stadsdelen Harlem där hon började med att sjunga i sin pappa pastorns kyrkokör. Den fortsatta karriären som sångerska förde Doris Troy till rollen som doasångerska för bland annat The Drifters och Dionne Warwick. Vidare förekom Troy på album med artister från The Beatles, på The Rolling Stones- och Pink Floyd-album, och förärades med en musikal om sitt liv, Mama I Want to Sing. Hon avled 2004 till följd av lungemfysem.